# Kristen Stewart
Kristen Jaymes Stewart (n. 9 aprilie 1990, Los Angeles, California, SUA) este o actriță americană. Ea este cunoscută în special pentru rolul ei din filmul Twilight bazat pe best-sellerul lui Stephenie Meyer, Amurg, unde interpretează rolul lui Bella Swan.

## Biografie

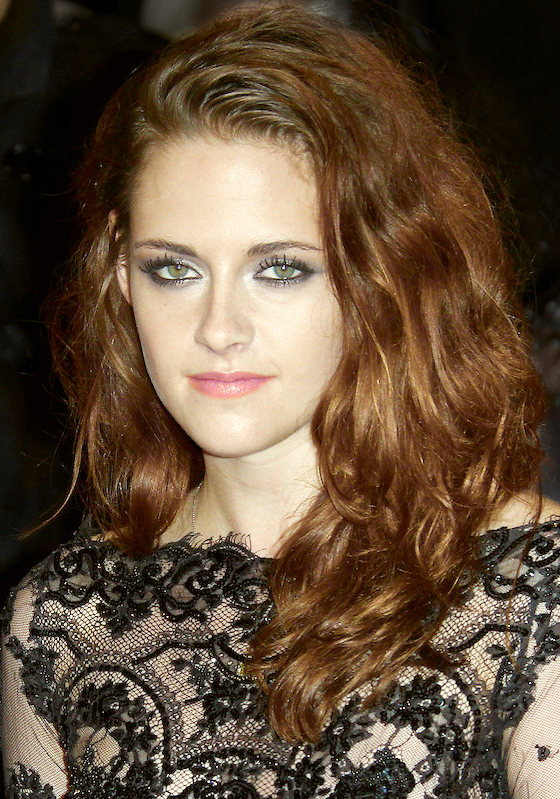
Kristen Stewart în 2012

Kristen și-a început cariera la vârsta de 9 ani, când un agent a văzut-o jucând într-o scenetă de Crăciun la colegiul unde învăța. Tatăl ei, John Stewart, este regizor și producător de televiziune (a lucrat pentru Fox), iar mama ei, Jules Mann-Stewart, este secretară de platou în Maroochydore, Queensland, Australia. Are un frate mai mare, Cameron Stewart.
A mers la școală până în clasa a 7-a, iar apoi și-a continuat studiile acasă.

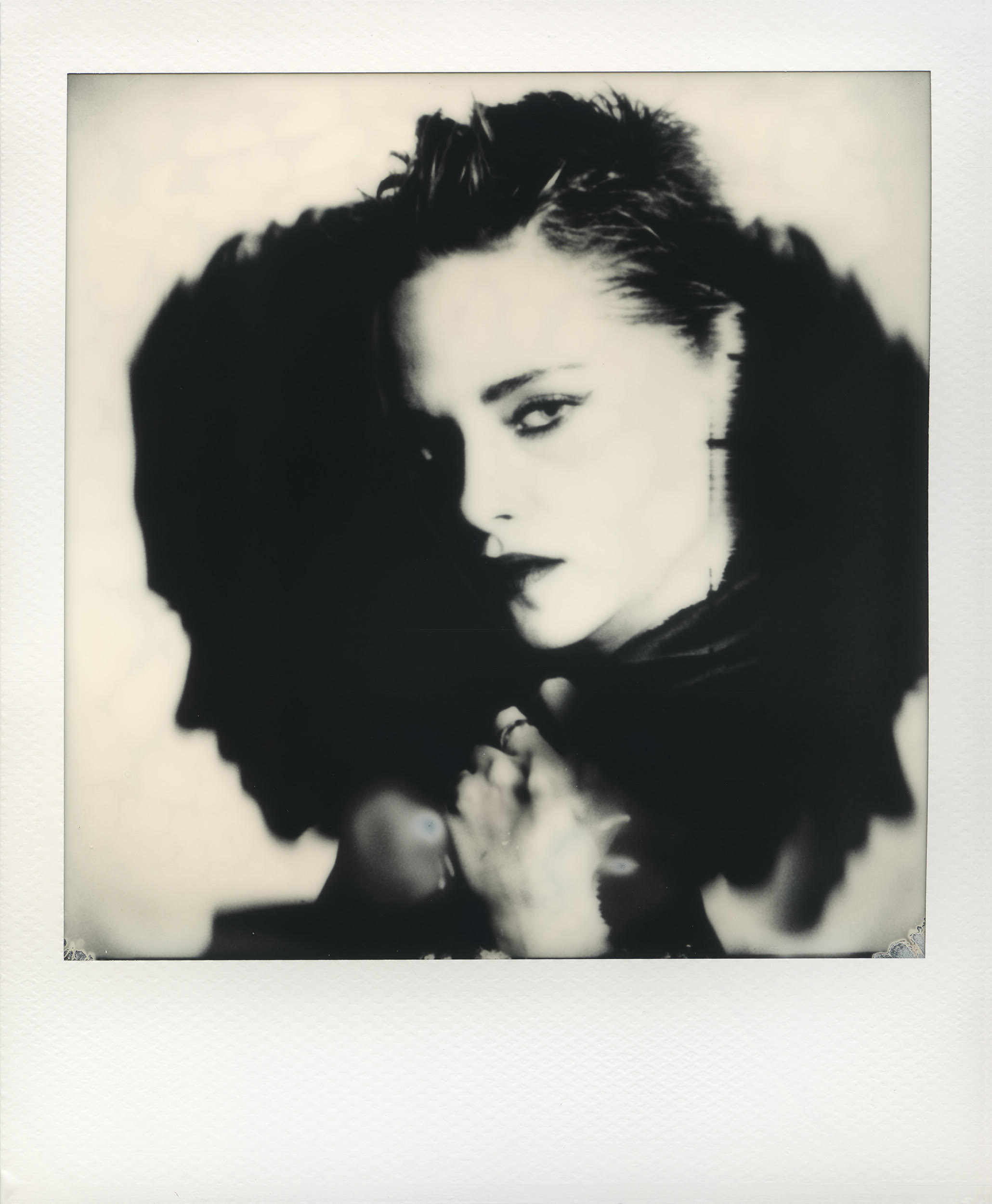
Kristen Stewart portretizată de Oliver Mark, Hamburg 2017

Pe 16 noiembrie 2007, Summit Entertainment a anunțat că Kristen urma să interpreteze rolul Isabelei Swan în filmul filmul, bazat pe best-sellerul omonim scris de Stephenie Meyer. Kristen filma pentru Adventureland când regizoarea Catherine Hardwicke a vizitat studioul și a fost „captivată” de felul în care juca. Kristen joacă împreună cu Robert Pattison, ce-l interpretează pe Edward Cullen, un vampir ce se îndrăgostește de Bella. Filmările au început în februarie 2008 și s-au terminat în mai 2008. În martie 2009 au început filmările la a doua parte a filmului Amurg (Twilight), intitulat Luna Nouă ce s-au terminat în data de 29 mai, același an. De asemenea un film de succes a fost The Messengers din 2007 unde a jucat rolul Jessicăi, încercând să-i facă pe părinții ei să înțeleagă că ceva se petrece în casă.

## Filmografie
| An   | Titlu                                     | Rol                     | Note                 |
| ---- | ----------------------------------------- | ----------------------- | -------------------- |
| 1999 | The Thirteenth Year                       | Girl in Fountain Line   | Film TV; necreditată |
| 2000 | The Flintstones in Viva Rock Vegas        | Ring Toss Girl          | Necreditată          |
| 2001 | The Safety of Objects                     | Sam Jennings            |                      |
| 2002 | Panic Room                                | Sarah Altman            |                      |
| 2003 | Cold Creek Manor                          | Kristen Tilson          |                      |
| 2004 | Speak                                     | Melinda Sordino         |                      |
| 2004 | Catch That Kid                            | Maddy                   |                      |
| 2004 | Undertow                                  | Lila                    |                      |
| 2005 | Fierce People                             | Maya Osbourne           |                      |
| 2005 | Zathura                                   | Lisa                    |                      |
| 2007 | The Messengers                            | Jessica "Jess" Solomon  |                      |
| 2007 | In the Land of Women                      | Lucy Hardwicke          |                      |
| 2007 | The Cake Eaters                           | Georgia Kaminski        |                      |
| 2007 | Into the Wild                             | Tracy Tatro             |                      |
| 2007 | Cutlass                                   | Young Robin             | Film scurt           |
| 2008 | Jumper                                    | Sophie                  | Cameo                |
| 2008 | What Just Happened                        | Zoe                     |                      |
| 2008 | Twilight                                  | Isabella "Bella" Swan   |                      |
| 2009 | Adventureland                             | Emily "Em" Lewin        |                      |
| 2009 | The Twilight Saga: New Moon               | Bella Swan              |                      |
| 2010 | The Yellow Handkerchief                   | Martine                 |                      |
| 2010 | The Runaways                              | Joan Jett               |                      |
| 2010 | The Twilight Saga: Eclipse                | Bella Swan              |                      |
| 2010 | Welcome to the Rileys                     | Allison/Mallory (alias) |                      |
| 2011 | The Twilight Saga: Breaking Dawn – Part 1 | Bella Swan/Cullen       |                      |
| 2012 | Snow White and the Huntsman               | Snow White              |                      |
| 2012 | On the Road                               | Marylou                 |                      |
| 2012 | The Twilight Saga: Breaking Dawn – Part 2 | Bella Cullen            |                      |
| 2014 | Camp X-Ray                                | Amy Cole                |                      |
| 2014 | Clouds of Sils Maria                      | Valentine               |                      |
| 2014 | Still Alice                               | Lydia Howland           | Terminat             |
| 2014 | Anesthesia                                | Sophie                  | Terminat             |
| 2015 | American Ultra                            | Phoebe                  | Post-producție       |

## Premii
- MTV Movie Award-Best Female Performance pentru: Twilight
- MTV Movie Award-Best Kiss pentru: Twilight (împreună cu Robert Pattinson)
- Teen Choice Award-Choice Movie Liplock pentru: Twilight (împreună cu Robert Pattinson)
- Teen Choice Award-Choice Movie Actress: Drama pentru: Twilight
- Scream Award-Best Fantasy Actress pentru: Twilight
- People's Choice Award for Favourite On-Screen-Team pentru Twilight (împreună cu Robert Pattinson și Taylor Lautner)

## Nominalizări
- BAFTA Awards- Rising Star Award
- Gotham Awards- Best Ensemble Cast pentru Adventureland (împreună cu Jesse Eisenberg, Martin Starr, Kristen Wiig, Bill Hader, Ryan Reynolds, Margarita Levieva)
- People's Choice Award- Favorite Movie Actress pentru Twilight
- Screen Actors Guild Awards- Actor:Outstanding Performance by a Cast in a Motion Picture pentru Into the Wild (împreună cu Brian H. Dierker, Marcia Gay Harden, Emile Hirsch, Hal Holbrook, William Hurt, Catherine Keener, Jena Malone, Vince Vaughn)
- Young Artist Award- Best Performance in a Feature Film - Supporting Young Actress pentru Into the Wild
- Young Artist Award- Best Performance in a Feature Film - Supporting Young Actress pentru Undertow
- Young Artist Award- Best Performance in a Feature Film - Supporting Young Actress pentru Cold Creek Manor
- Young Artist Award- Best Performance in a Feature Film - Leading Young Actress pentru Panic Room
- Screen Actors Guild Award for Outstanding Performance by a Cast in a Motion Picture pentru Into the Wild